# مرشد البذال الرشيدي
مرشد سعد البذال الرشيدي (توفي سنة 1410 هـ / الموافق 1990 م) شاعر نبطي كويتي، والمعروف شعبيا بشاعر الجيلين، ويعد من أبرز شعراء الأدب الشعبي في الخليج.

## حياته
ينتمي الشاعر مرشد البذال الي عائلة (البذال) نسبة إلى اسم الجد (بذال) من المطاولة الذين يرجعون إلى فخذ العجارمة من قبيلة بني رشيد أو الرشايدة، وقد عاصر العديد من الشعراء المعروفين مثل : صقر النصافي وسليمان بن شريم. وله مساجلات شعرية مشهورة مع الشاعر الأمير محمد بن أحمد السديري والشاعر زبن بن عمير العتيبي وغيرهما. طرق مجالات الحكمة والغزل والمناسبات المختلفة وشارك في شعر المحاورة. يلقب بشاعر الجيلين لأنه عايش فترتين مختلفتين من الشعر الشعبي في الخليج.

## سيرته الذاتية
تلقى تعليمه الابتدائي في مدرسة (كتاتيب) لدى الملا زكريا الأنصاري، وكانت الدراسة في ذلك الوقت مقتصرة على القرآن الكريم واللغة العربية وشيء من الحساب، بعدها عمل موظفا حكوميا في دائرة الأمن العام أول ما أنشئت سنة 1948 م مع الشيخ عبد الله الأحمد الجابر الصباح، وكان مقر المديرية هو قصر نايف.

## ديوانه الشعري
يسجل الفهرس العربي الموحد للشاعر مرشد البذال 20 ديوان مطبوع أهمها:
- ديوان الشاعر مرشد البذال. ثلاث أجزاء. ضبطه وشرحه عبد الله ناصر الصانع. مطبعة حكومة الكويت 1973م.

## تكريمه
كتكريم للشاعر الراحل مرشد البذال أطلقت حكومة الكويت اسمه على مدرسة ثانوية في منطقة الرحاب.

## اخر قصائده ووفاته
توفي الشاعر مرشد البذال بتاريخ 27 أبريل لعام 1990، وقد نظم قصيدته الاخيرة وهو علي فراش المرض بالمستشفي

## اقرأ أيضا
- ديوانية شعراء النبط
- سليمان الهويدي
- محمد الجبرتي
- رشيد الزلامي
- صياف الحربي
- جار الله السواط
- فيصل الرياحي
- حبيب العازمي
- مستور العصيمي

## وصلات خارجية
- شعر المحاورة